# Arthur Scholtz

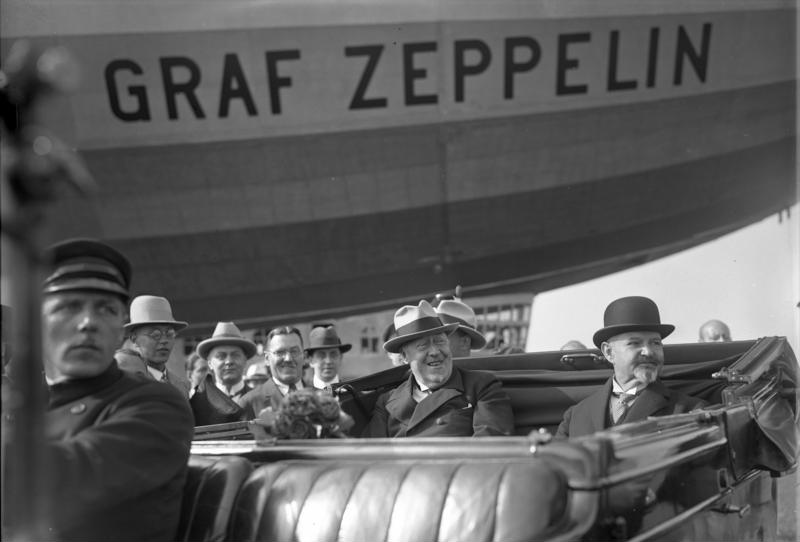
Arthur Scholtz (höger) 1930 i samband med Graf Zeppelins landning på Staakens flygfält.

Arthur Scholtz, född 29 januari 1871 i Bythin nära Samter, provinsen Posen, död 14 maj 1935 i Berlin, var en tysk liberal politiker. Från hösten 1929 till 14 april 1931 var han tillförordnad överborgmästare i Berlin, som ersättare för Gustav Böss.

## Biografi
Scholtz var son till ett domänråd och gick i skolan i Halle an der Saale. Därefter studerade han juridik och statsvetenskap vid universiteten i München, Berlin och Breslau (nuvarande Wrocławs universitet). 1897 tog han anställning vid Posens stadsförvaltning och var redan 1900 avlönad fullmäktigeledamot och kamrer. År 1903 flyttade han i samma roll till Charlottenburg i nuvarande Berlin där han gjorde sig ett namn som expert på kommunala finanser och 1915 återvaldes han till ytterligare en tolvårsperiod.
I samband med Stor-Berlins bildande 1920 omvandlades Charlottenburg till ett administrativt stadsdelsområde i Berlin. Scholtz föreslogs av sitt parti, det nationalliberala DVP, till borgmästarämbetet, men förlorade omröstningen. Den 9 februari 1921 valdes han istället till distriktsborgmästare i Charlottenburg, och valdes 1924 även till Bürgermeister (vice överborgmästare) i Berlins magistrat. Under denna period var han aktivt inblandad i skapandet av nya förvaltningsstrukturer i Stor-Berlin, med ett tidvis spännt förhållande till överborgmästare Gustav Böss. Böss hade tilldelat Scholtz en svår portfölj, med ansvar för socialvård och omsorg, där Scholtz visade sig effektiv och kompetent i att omorganisera den kommunala välfärden och standardisera det kommunala bidragsväsendet.
I samband med Gustav Böss utlandsresa till USA i november 1929 blev Scholtz tillförordnad överborgmästare. I denna funktion fick han snart ta ett omfattande krishanteringsansvar, då den så kallade Sklarekskandalen briserade samma månad. Det framkom att textilgrosshandlarfirman Sklarek med hjälp av mutor till kommunala tjänstemän hade genomfört bedrägerier kring leveranser av arbetskläder till summor omkring 10 miljoner riksmark. Den 7 november 1929 avgick Böss som överborgmästare, och stadsförvaltningen med Scholtz i ledningen utsattes för skarp kritik från KPD och NSDAP. Extrempartierna kopplade samman korruptionskritiken med angreppen på Weimarrepubliken och dess konstitution. Scholtz försökte ta Böss i försvar, men kom själv snart att omfattas av kritiken. Med hjälp av magistratets stöd kunde han dock fortsätta i sin roll som tillförordnad borgmästare. 
Under samma period inföll även den stora depressionen i världsekonomin. Omkring 25 procent av Berlins befolkning blev arbetslösa, vilket också fick katastrofala följder för stadens ekonomi. Redan 1929 uppgick den kommunala skuldsättningen till över 400 miljoner riksmark. Scholtz medverkade till att utverka nya krediter för att ge en kort respit.
Den kommunpolitiska situationen försvårades ytterligare av fler korruptionsaffärer. Dit hörde bland annat dolda markinköp av BVG utan stadsförvaltningens kännedom. Den preussiska delstatsregeringen reagerade på dessa och ytterligare anklagelser om missförhållanden i förvaltningen genom ett förslag till självförvaltningslag för Berlin. I detta utkast kringgicks de kommunala politiska organen för att driva fram en maktkoncentration kring överborgmästarämbetet, istället för att som tidigare i högre grad dela den exekutiva makten mellan magistratets medlemmar. Scholtz, som själv bara innehade överborgmästarposten temporärt, motsatte sig denna reform och avgick därför som borgmästare; dock förband han sig att fortsätta i rollen som tillförordnad överborgmästare till dess att en efterföljare till Böss valts.
Scholtz blev redan 1924 stadsäldste i Berlin. Han avled 1935 och fick sin sista vila på Südwestkirchhof i Stahnsdorf.